# Blue Ridge Summit
Blue Ridge Summit es un lugar designado por el censo ubicado en el condado de Franklin en el estado estadounidense de Pensilvania. En el año 2010 tenía una población de 891 habitantes.

## Geografía
Blue Ridge Summit se encuentra ubicado en las coordenadas 39°43′29″N 77°28′6″O / 39.72472, -77.46833.